# 奥雷·凯利
奥雷·凯利 (Orry George Kelly，1897年12月31日– 1964年2月27日)是一位澳大利亚裔美国电影劇裝設計師。他曾三次获得奥斯卡最佳服装设计奖，一度是澳大利亞獲得奧斯卡獎次數最多的人士，直到2014年被凯瑟琳·马丁超越。 